# Miyake-Ereignis
Ein Miyake-Ereignis ist ein extremer Ausbruch kosmischer Strahlung, der mit dem terrestrischen Anstieg der Konzentration spezifischer Isotope (14C und 10Be) zeitlich korreliert. Diese entstehen beim Einstrom der energiereichen Teilchen durch Kollision mit Atomen innerhalb der Grenzen von oberer Troposphäre und Stratosphäre. Die Ereignisse finden im Mittel alle 1000 Jahre statt. Die letzten derartigen Ausbrüche haben sich in den Jahren um 12.350 v. Chr., 7176 v. Chr., 5410 v. Chr., 5259 v. Chr., 663 v. Chr., 774 und um 993 ereignet. Einige der Ausbrüche hätten nach Untersuchungen des australischen Physikers Benjamin Pope nur kurz, andere hätten Jahre gedauert. Miyake-Ereignisse stellen Extremereignisse dar, weil ihr 14C-Anstieg nach Schätzungen etwa 10-fach höher ist als bei anderen außergewöhnlichen Strahlungsausbrüchen, wie z. B. dem durch Sonneneruptionen verursachten Carrington-Ereignis. Ein in naher Zukunft stattfindender Ausbruch kann erhebliche Auswirkungen auf globale Infrastruktur wie Satelliten, Internetdatenverkehr und Stromnetze haben.

## Nachweismethoden

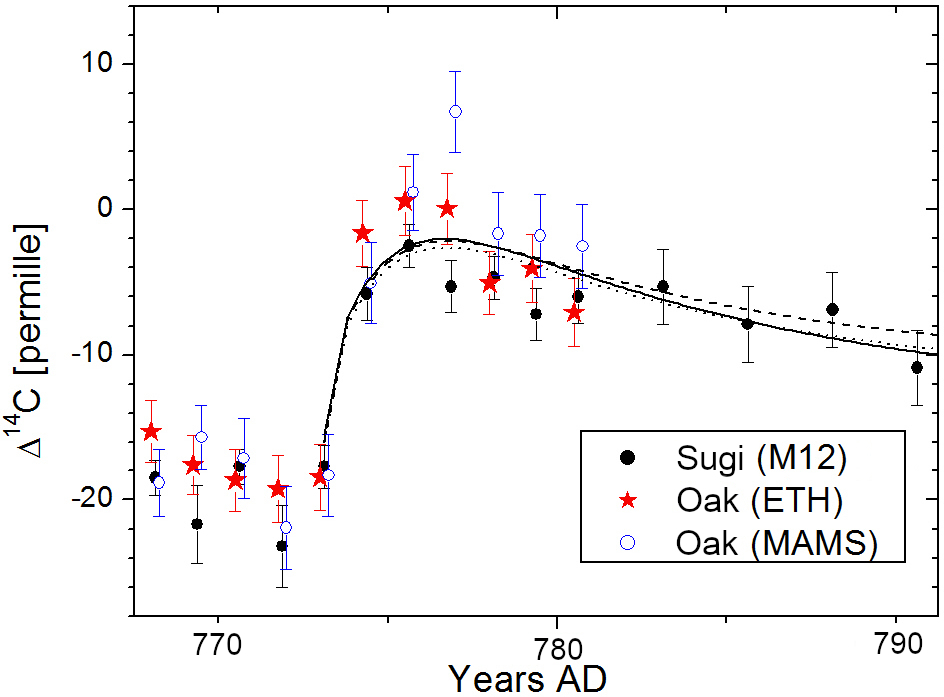
Berechneter ^{14}C-Anstieg in Holzproben aus zwei japanischen Zedern und einer deutschen Eiche durch das Miyake-Ereignis um 774 n. Chr. Die Proben der deutschen Eiche wurden unabhängig in Mannheim (MAMS) und an der ETH Zürich (ETH) untersucht.

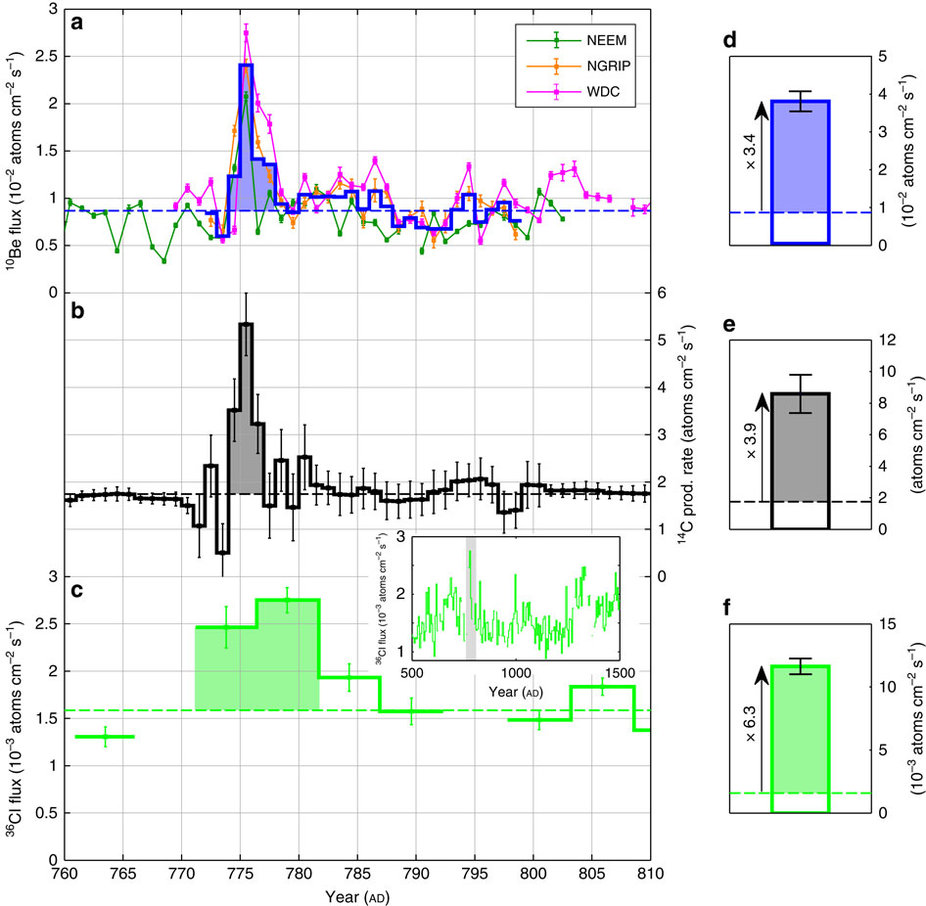
Berechnete Anstiege der Bildungsraten von ^{14}C, ^{10}Be und ^{36}Cl im Zeitraum von 3 Jahren durch das Miyake-Ereignis um 774 n. Chr, sowie der Vergleich zur gemittelten Basisbildungsrate (gestrichelte Linie).

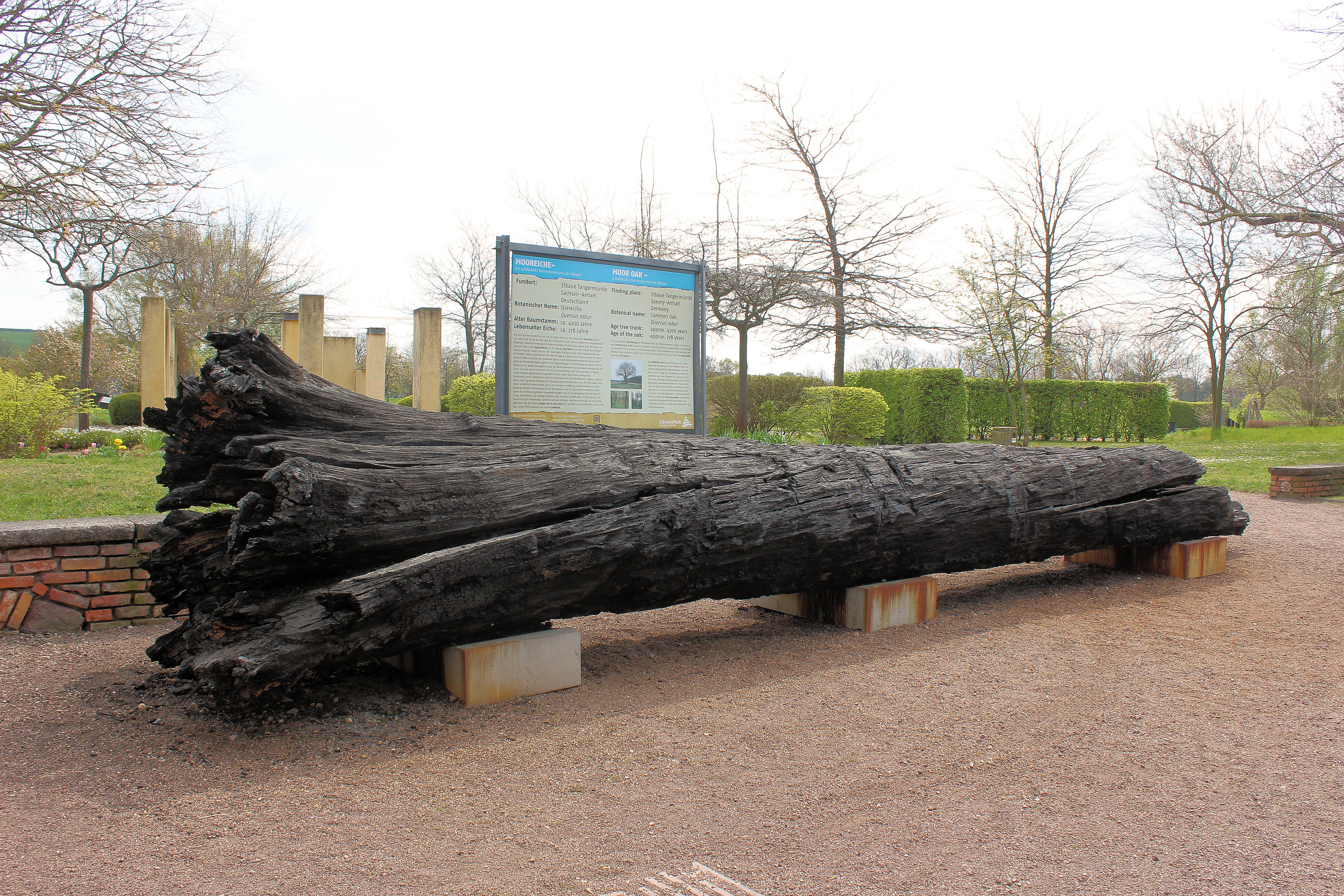
Subfossilierte Baumstämme ermöglichen es, bis zu ~ 14.000 Jahre alte Holzproben zu gewinnen (siehe auch Subfossiler Wald in Zürich).

Die Strahlungsausbrüche sind durch den Anstieg der Konzentration des Kohlenstoff-Isotops 14C in Baumringen erkennbar, wodurch die Ereignisse dendrochronologisch mit Hilfe der Radiokarbonmethode datiert werden können. Sie erscheinen in den auf Basis der Messdaten berechneten zeitlichen Verläufen als Peak mit variierender Peakbreite (Tailing) von einigen wenigen Jahren bis zu mehreren Jahrzehnten. Die Verbreiterung der Peaks liegt primär an Transportprozessen der Isotope von der Stratosphäre zur Troposphäre. Im Fall von 14C dämpft die langsame, kontinuierliche Assimilation von 14CO2 aus der Atmosphäre und anderer CO2-Speicher, wodurch der Prozess schwächer und langsamer erscheint als der Strahlungsausbruch selbst. Die Datensätze der Radiokarbonmethode werden i. d. R mit Isotopenuntersuchungen von 10Be und 36Cl in Eisbohrkernen der Polargebiete verglichen, da diese Isotope ebenfalls durch kosmische Strahlung gebildet werden. In der wissenschaftlichen Praxis sind diese Probennahmeorte von Vorteil, weil die Bildungsrate von 10Be an den magnetischen Polen besonders hoch ist.
Bei der Interpretation der Datensätze in Bezug auf ein mögliches Miyake-Ereignis ist es grundsätzlich wichtig die Charakteristika verschiedener Isotopenvorkommen zum Zeitpunkt des Ereignisses und in den Jahren danach zu berücksichtigen:
- Bildungs- und Zerfallsmechanismus
- Sensitivität der Mechanismen (s. o.) gegenüber kosmischer Strahlung, insbesondere ihre Zerfalls- und Bildungsraten
- Einfluss des geomagnetischen Status auf die Verweilzeit der Isotope in der Atmosphäre
- Ausgeprägte Perioden hoher oder geringer Sonnenaktivität, welche Auswirkungen auf die gemittelten Basisbildungsraten haben
- Klimatische Bedingungen zum Zeitpunkt des Ereignisses (u. a. Kaltzeiten, Warmzeiten, Niederschläge)
- Beteiligte Transportprozesse innerhalb der atmosphärischen Schichten und Sedimentationsprozesse
- Ort und Qualität der Probennahme für die Analyse

Die Sensitivität der Bildungsmechanismen gegenüber der Strahlungsenergie spielt in Bezug auf die relativen Verhältnisse der Isotope 14C, 10Be und 36Cl eine übergeordnete Rolle. Anstiege der Konzentration von 36Cl wurden in Korrelation mit vielen „kleineren“ gering-energetischen Strahlungsausbrüchen im 20. Jahrhundert gefunden, während jene von 14C und 10Be nur nach wenigen, extremem Ereignissen nachweisbar waren. Unter kontrollierten Versuchsbedingungen wurde ermittelt, dass 36Cl bei vergleichsweise geringeren Strahlungsenergien von 25–30 MeV mit den höchsten Bildungsraten erzeugt wird, während 14C und 10Be Strahlungsenergien von 100–200 MeV benötigen, um effektiv erzeugt zu werden und deshalb als Indikatoren für extreme Strahlungsausbrüche bevorzugt werden.
Mehr als 100 Jahre nach dem Carrington-Ereignis wurden einige Forschungsarbeiten zum Nachweis von 14C in Baumringen durchgeführt. Bei der Mehrheit der Studien wurden im Zeitraum des Ereignisses keine bis sehr geringe Anstiege über die 14C-Basisbildungsrate hinaus ermittelt. Lediglich bei Proben von Bäumen in Hochlagen war die Differenz größer als der Messfehler, um das Carrington-Ereignis ausreichend genau datieren zu können. Die Nachweisgrenze der Methode als Gesamtes hängt deshalb von den aufgeführten Charakteristika und Bedingungen ab, die für jedes spezifische Ereignis berücksichtigt werden müssen.
Durch Verwendung von subfossilierten-Baumringen, in denen der Kohlenstoff konserviert wurde, kann die Datierungsgrenze der 14C-Nachweismethode weiter in die Vergangenheit und somit auch über die Holozän-Pleistozän-Grenze hinaus verschoben werden.

## Mögliche Entstehung
Es existiert keine allgemeingültige Erklärung zur Entstehung der bisher datierten Miyake-Ereignisse. Weiterhin wird die Ursachenermittlung vieler Ereignisse durch fehlende oder mehrdeutige Aufzeichnungen der Sonnenaktivität, sowie möglicher anderer kosmischer Strahlungsquellen (z. B. Supernovae) erschwert und bleibt daher unvollständig. Dennoch sprechen die Ergebnisse von aktuellen Forschungsarbeiten für einen kausalen Zusammenhang mit stellaren Prozessen, wie z. B. sehr starken koronalen Massenauswürfen der Sonne und selteneren Superflares sonnenähnlicher Sterne. Hochenergetische Photonenstrahlung wie beispielsweise Gammablitze wurden insbesondere für das Ereignis um 774 n. Chr. und 12.350 v. Chr als Strahlungsquelle ausgeschlossen. Der Nachweis des Anstiegs von 14C in Baumringen und 10Be in Eisbohrkernen widerspricht dem Bildungsmechanismus von 10Be, das in der Atmosphäre nicht durch Gammastrahlung entsteht und der Tatsache, dass diese Isotope bevorzugt an den Polargebieten gefunden werden.
Neuere Studien aus dem Jahr 2025 nehmen starke Sonneneruptionen für die Miyake-Ereignisse an.

## Entdeckung
Benannt ist das Ereignis nach der japanischen Astronomin Fusa Miyake von der Universität Nagoya, die erste Ergebnisse über derartige Strahlenausbrüche 2012 in der Zeitschrift Nature publizierte. Bei der damaligen Untersuchung wurde für die Jahre 774–775 n. Chr. und 993–994 n. Chr. ein starker 14C-Anstieg in den Jahresringen japanischer Zedern gefunden. Mit Hilfe der Beschleuniger-Massenspektrometrie konnte sie die winzigen Mengen an Radiokohlenstoff nachweisen. Weiterhin erfolgten Eisbohrkern-Untersuchungen in Alaska und in der Antarktis. 2022 veröffentlichte sie die Studie No signature of extreme solar energetic particle events in high-precision 14C data from the Alaskan tree for 1844–1876 CE. Bei der Untersuchung der Eisbohrkerne in Alaska und in der Antarktis fand sie mit ihrem Team den Nachweis weiterer Ausbrüche kosmischer Strahlung um 7176 v. Chr., 5410 v. Chr. und 5259 v. Chr. Das extremste bekannte Ereignis dieser Art wurde 2023 entdeckt und fand um das Jahr 12.350 v. Chr. statt.